# Andrej Kiska
Andrej Kiska (Poprad, 2 febbraio 1963) è un imprenditore e politico slovacco, Presidente della Slovacchia dal 2014 al 2019.

## Biografia
Si è laureato in microelettronica alla Slovenská technická univerzita di Bratislava. È sposato con Martina Kisková ed ha quattro figli Andrej, Natália, Veronika e Viktor.
Ha cominciato la sua carriera lavorativa come progettista per la società Naftoprojekt del suo paese natale. In seguito si è trasferito negli Stati Uniti d'America per un breve periodo. Al suo rientro in Slovacchia ha cominciato ad operare nel settore del lusso e dei preziosi.
Ha fondato due società di credito nel 1996, poi cedute nel 2005 a una banca, per mezzo delle quali ha ottenuto il successo economico divenendo un imprenditore milionario. Con parte del denaro ricavato ha dato vita alla Fondazione Angelo buono (Dobrý anjel) impegnata nel fornire sostegno finanziario alle famiglie con bambini ammalati di cancro.
Europeista, in vista delle elezioni presidenziali del 2014 ha deciso di candidarsi come indipendente, anche se è stato ritenuto vicino a Scientology, nonostante le ripetute smentite.  Al primo turno, al quale hanno partecipato 13 candidati, è risultato secondo con il 24% circa delle preferenze, superato dal socialista Robert Fico, presidente del consiglio in carica, che ha ottenuto il 28% dei voti. Il deputato conservatore indipendente Radoslav Prochazka è arrivato terzo con il 21,3% dei voti. Al secondo turno è risultato eletto: è divenuto pertanto il quarto presidente della Slovacchia eletto a suffragio universale, dal giorno della separazione della Repubblica Ceca.
Nel marzo 2018 è chiamato ad assumere decisioni riguardanti la fine del Governo Fico III, conseguente all'omicidio del giornalista slovacco Ján Kuciak e della sua compagna. Kuciak è stato ucciso il 22 febbraio 2018 dalla 'Ndrangheta mentre stava conducendo una serie di indagini riguardanti casi di corruzione e truffe intorno ai fondi strutturali dell’Unione Europea, per il sito di notizie slovacco Aktuality.  Kuciak aveva sostenuto nel suo ultimo scritto, pubblicato postumo, l'esistenza di rapporti tra la 'Ndrangheta calabrese e alcuni membri del Governo Fico. In seguito al duplice assassinio, si sono dimessi in successione: il ministro della Cultura Marek Maďarič, il ministro dell'Interno Robert Kaliňák (travolto dalle proteste di piazza e accusato di aver mentito sui rapporti del Governo con i criminali della 'Ndrangheta, sospettati, arrestati e poi rilasciati, di avere avuto un ruolo nell'omicidio Kuciak), ed il primo ministro Robert Fico. Quest'ultimo si è visto costretto a rassegnare le dimissioni dopo che, Most-Híd, uno dei tre partiti di maggioranza, aveva annunciato di voler richiedere nuove elezioni nel caso in cui non vi fosse stato un rimpasto di governo.
Il 16 marzo 2018 affida a Peter Pellegrini, vice primo ministro del Governo Fico III, l'incarico di formare un nuovo Governo L'opposizione critica la scelta poiché la figura di Peter Pellegrini viene considerata troppo vicina a Robert Fico. Sorgono proteste di piazza che invocano nuove elezioni.
Il 20 marzo 2018 respinge la richiesta del primo mistro designato di formare un nuovo Governo, formulando specifiche riserve sulla proposta dei ministri. Quindi chiede a Pellegrini di proporre una nuova lista di nomine di membri del governo.
Il 22 marzo 2018 approva la lista di ministri proposta da Peter Pellegrini e lo nomina primo ministro. L'incarico di ministro dell’Interno del Governo Pellegrini è stato affidato a Tomáš Drucker, politicamente indipendente, scelto dal Pellegrini per la sua imparzialità, con lo scopo (richiesto dal presidente Kiska) di garantire la regolarità dell'indagine sulla morte di Ján Kuciak.
Rinuncia a un secondo mandato, e sostiene la candidatura di Zuzana Čaputová.
Nel 2019 è entrato a fare parte del partito Per il Popolo.